# Commerzbank Tower
Der Commerzbank Tower [- taʊər] (englisch tower – „Turm“), auch Commerzbank-Hochhaus genannt, ist ein Wolkenkratzer in der Innenstadt von Frankfurt am Main. Der Baubeginn war 1994 und die Eröffnung im Jahr 1997. Mit 259 Metern und 56 Stockwerken ist der Commerzbank-Turm das höchste Hochhaus Deutschlands und auch das höchste Hochhaus in der Europäischen Union. Das von Norman Foster im Auftrag der Commerzbank entworfene Gebäude wird von ihr genutzt und befindet sich im Eigentum eines Konsortiums um Samsung Life Insurance. Es beherbergt Kunstwerke von Thomas Emde, Dave, Joan Brossa und John Steward Johnson, Jr.

## Geschichte
Anfang der 1990er Jahre bemühte sich die Commerzbank um den Neubau eines Hochhauses im Zentrum von Frankfurt am Main. Ziel war es, einen Großteil der angemieteten Standorte in der Stadt zusammenzuführen. Aus einem Ideenwettbewerb 1991 empfahl die Jury zwei Preisträger, die ihre Beiträge überarbeiten sollten: der damals 31-Jährige Christoph Ingenhoven und der britische Architekt Lord Norman Foster. Der Bauherr setzte sich über den Juryentscheid hinweg und beauftragte Foster, ein besonders umweltfreundliches Hochhaus zu konzipieren. Mit 259 Metern handelte es sich bei der Fertigstellung um das höchste Gebäude in Deutschland und Europa. Öffentlich wurde der Neubau als Bekenntnis zur Mainmetropole verstanden. Während der Bauphase galten strenge Sicherheitsvorkehrungen, deren Umsetzung die Behörden ausdrücklich lobten. 1996 fand das Richtfest statt. 1997 bezog die Commerzbank das neue Gebäude, das sich als höchster Punkt der Frankfurter Skyline schnell zu einem architektonischen Wahrzeichen entwickelte. Eigentümer des Commerzbank-Hochhauses waren zunächst zwei von der Commerz Real verwaltete geschlossene Immobilienfonds. Die Commerzbank besaß als Hauptmieter ein Vorkaufsrecht, das sie am Ende der ersten Leasing-Periode der Immobilienfonds ausübte. Die Commerzbank veräußerte das Hochhaus im Jahr 2016 an ein Konsortium unter Führung der Samsung Life Insurance. Nach Medienberichten belief sich der Kaufpreis auf 620 Millionen Euro. Die Commerzbank bleibt mindestens bis 2031 Mieter des Büroturms.

## Beschreibung
Gesamtverantwortlicher Generalunternehmer für den Bau des Gebäudes mit 65 Stockwerken und 45 Büroetagen war die Hochtief Aktiengesellschaft Essen. Der Turm steht auf 111 Großbohrpfählen, die bis zu 48,5 Meter tief in den Erdboden reichen. Es erreicht eine Bruttogeschossfläche von 120.000 m² und einem Bruttorauminhalt von 538.000 m³. Die einzelnen Geschosse haben jeweils eine Fläche von 1700 m², die Hauptnutzfläche beträgt 52.700 m² (ohne Apartments im Blockrand und Parkhaus). Das Hochhaus ist etwa 200.000 t schwer und beinhaltet 18.800 t Stahl – doppelt so viel wie der Eiffelturm in Paris.
Die Grundform bildet ein gleichseitiges Dreieck mit abgerundeten Ecken und leicht konvexen 60 m breiten Seitenfassaden, die ein 160 m hohes Atrium mit einer Kantenlänge von 17 m umschließen. Dieser licht- und luftdurchflutete Bereich erstreckt sich über 43 Stockwerke und wird durch insgesamt neun innenliegende Themengärten mit einer Fläche von jeweils 450 m² und 15 m Höhe spiralförmig versetzt gegliedert. Jeder Garten verkörpert eine unterschiedliche Flora mit typischen Pflanzengesellschaften. Der Kopf des Baus endet asymmetrisch. Das Haupttragesystem bildet ein Tube-Tragwerk mit außenliegendem Aussteifungssystem. Die Geschossdecken sind zwischen den Fassaden 16,5 m weit gespannt. In den Pfeilern an den Spitzen liegen 16 Fahrstühle mit einer Tragfähigkeit von jeweils 1600 kg. In jedem Kern gibt es zwei mit Sicht nach draußen. Die Aufzüge haben eine Geschwindigkeit von bis zu 6 m in der Sekunde.
Der Bauherr verfolgte bei der Planung des Hochhauses einen ökologischen Ansatz, um den Energiebedarf des Gebäudes signifikant zu mindern. Durch eine doppelte Außenfassade ist eine Lüftung mit Frischluft möglich. Ferner kann über die Decken mit Wasser eine Raumkühlung vorgenommen werden. In den Toiletten gibt es zum Händewaschen nur kaltes Wasser und die Verteilung von Dokumenten und Poststücken wird von einer automatischen Aktenförderanlage erledigt, um die Anzahl der Aufzugsfahrten zu reduzieren.
2009 erhielt das Commerzbank-Hochhaus für seine innovative, gestalterisch hochwertige und nachhaltige Bauweise den Green Building Award der Stadt Frankfurt am Main. 2017 erfolgte die Zertifizierung nach dem LEED-Standard mit LEED-Platin.

## Nutzung
Im Commerzbank-Hochhaus sind zentrale Bereiche der Commerzbank untergebracht. Unter anderem arbeitet hier der Vorstand. Das Gebäude ist neben dem Gallileo-Hochhaus und dem Dienstleistungszentrum einer von drei wichtigen Standorten am Hauptsitz in Frankfurt am Main. In der Lobby des Commerzbank-Hochhauses ist das Betriebskasino „Plaza“ zugleich öffentlich zugängliches Restaurant. Es wird auch für Veranstaltungen genutzt. Gruppenführungen nach voriger Anmeldung sind im Commerzbank-Hochhaus möglich.

## Kunstwerke
Für die nächtliche Beleuchtung der Außenfassade des Hochhauses zeichnet Thomas Emde verantwortlich. Auf Wunsch des Architekten und Bauherrn kreierte er zudem das monumentale Farbvlies, das die Lobby des Commerzbank-Hochhauses mit ihren 25 Meter hohen Wänden ziert. Im Eingangsbereich des Hochhauses befindet sich zudem das Kunstwerk „Space of Time“ von Dave (David Pflugi). Für die Höfe der „Plaza“ entwarf Joan Brossa aus den Buchstaben A und Z ein begehbares visuelles Gedicht. Sowohl im Eingangsbereich als auch auf Büroetagen befinden sich drei von weltweit 200 unterschiedlichen lebensgroßen Bronzeskulpturen von John Steward Johnson, Jr. Die Darstellungen halten Menschen in alltäglichen Situationen fest, etwa beim Lesen von Zeitungen.

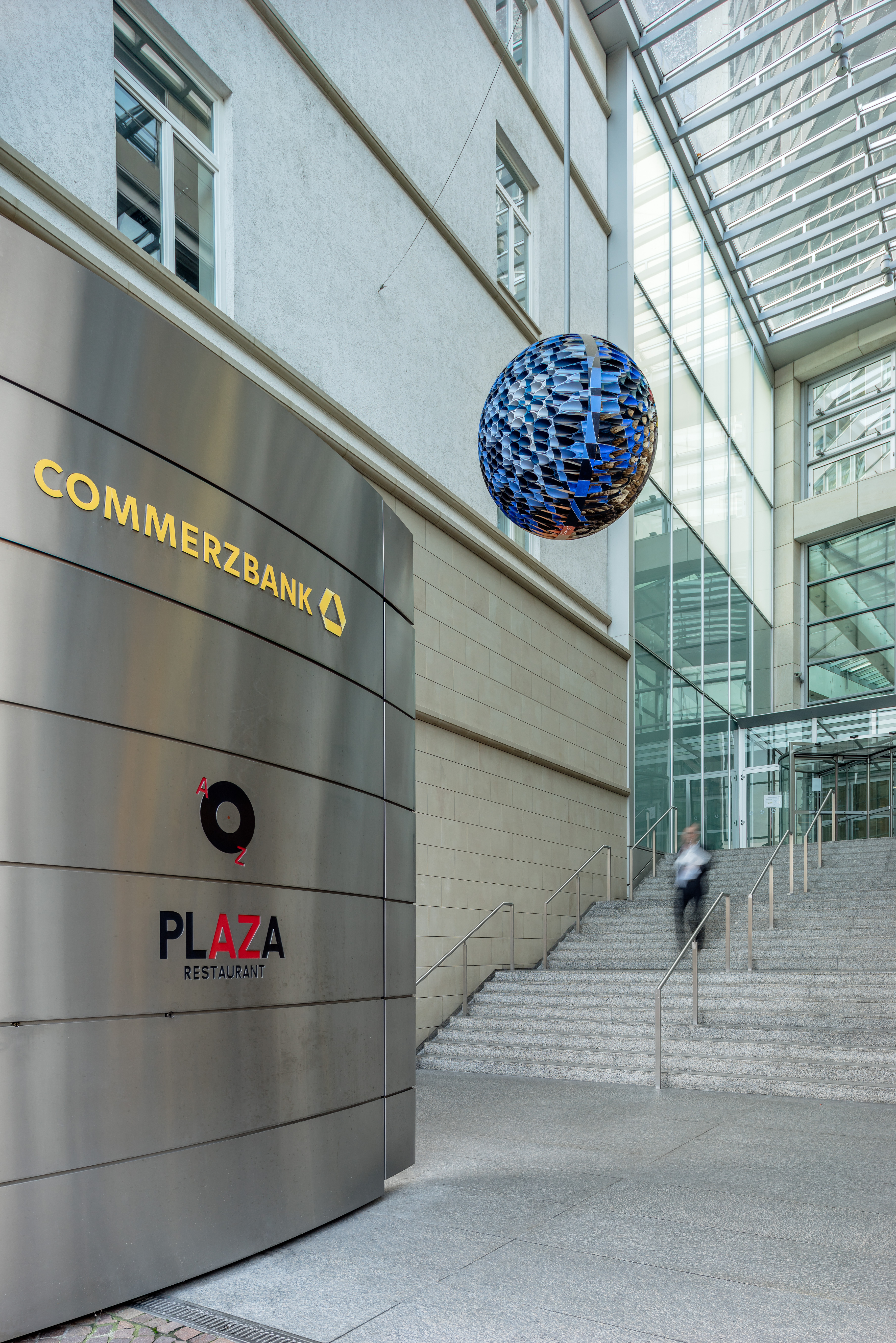
Dave (David Pflugi) Space of Time
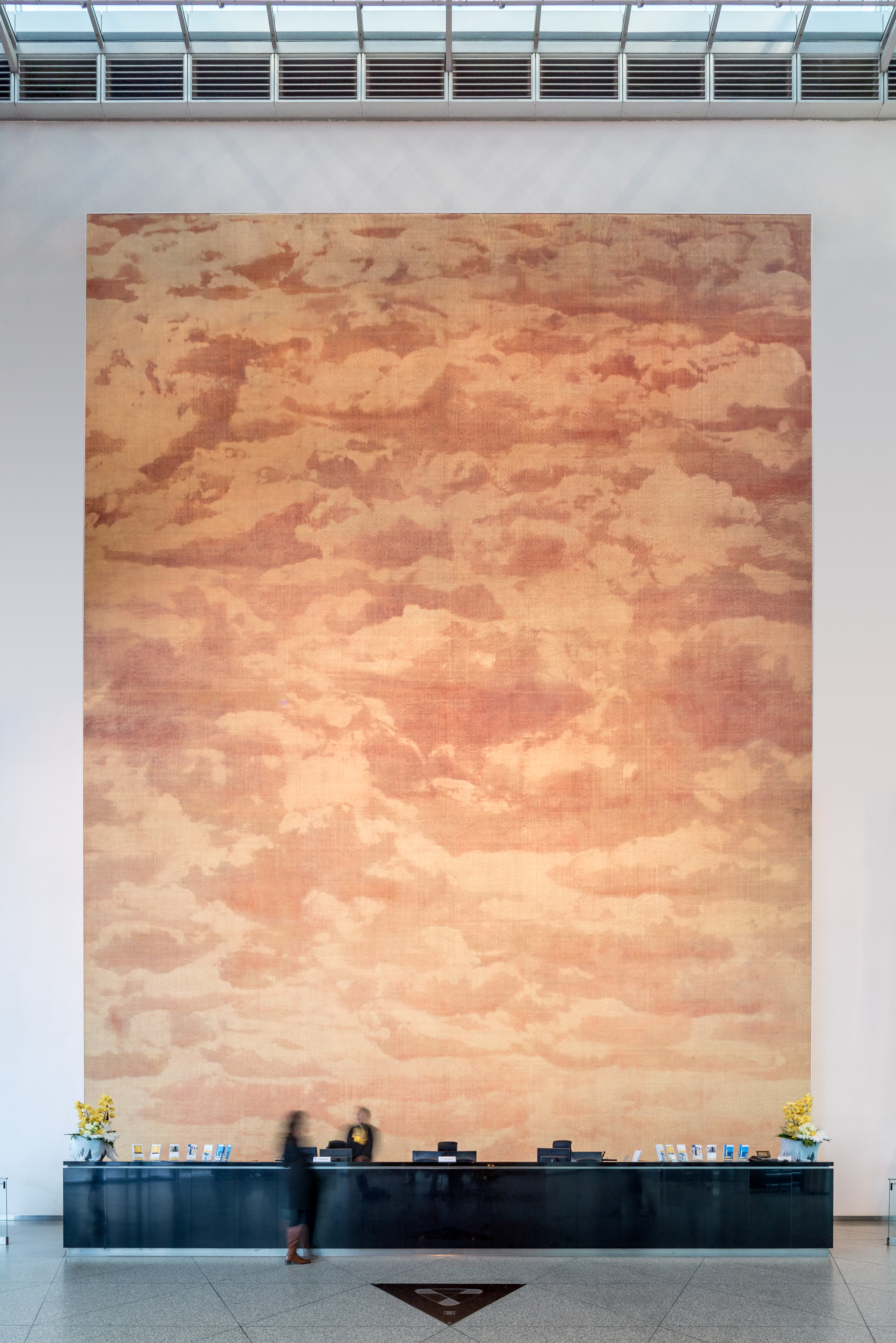
Thomas Emde Wolkenvlies
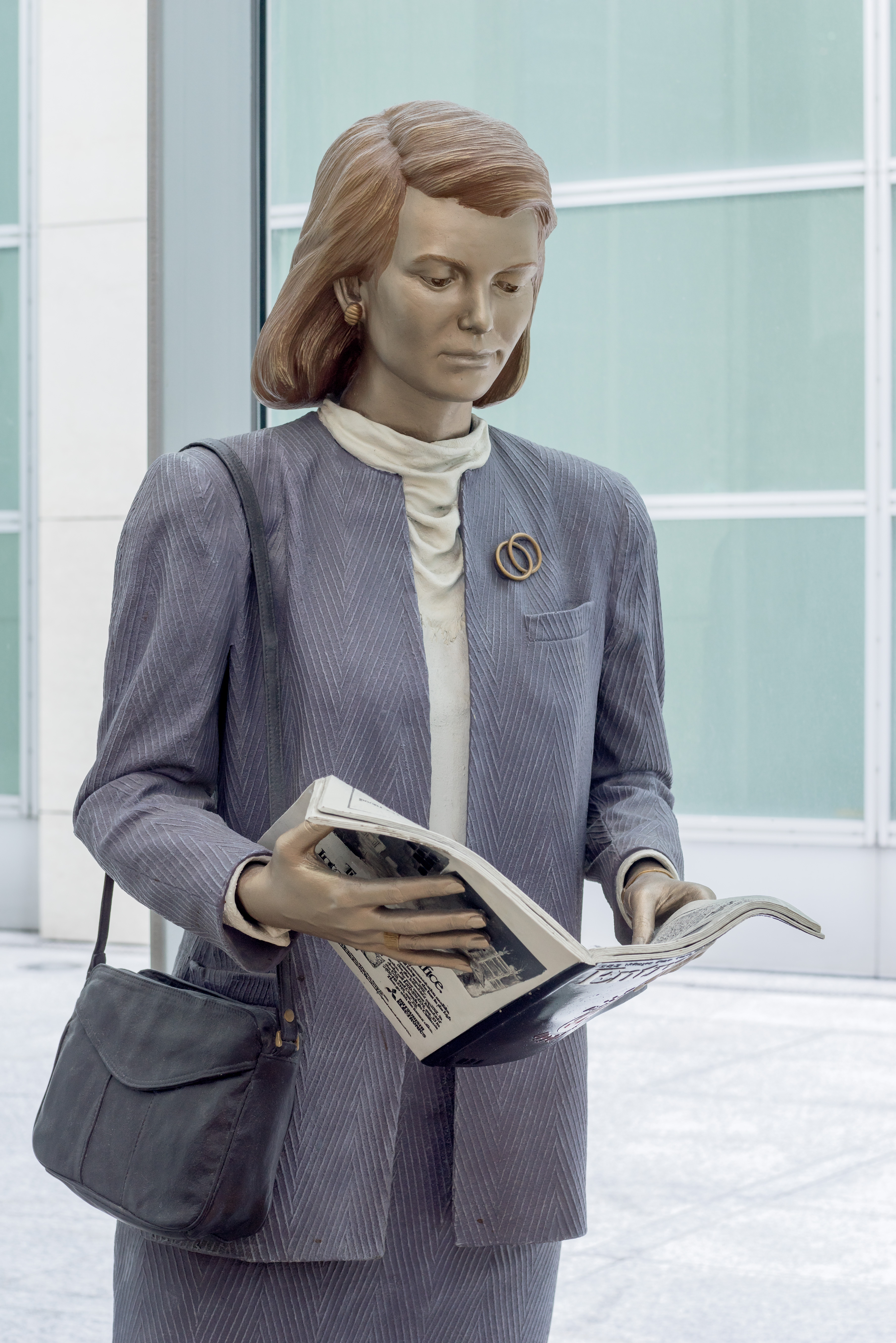
John Steward Johnson Bronzeskulptur
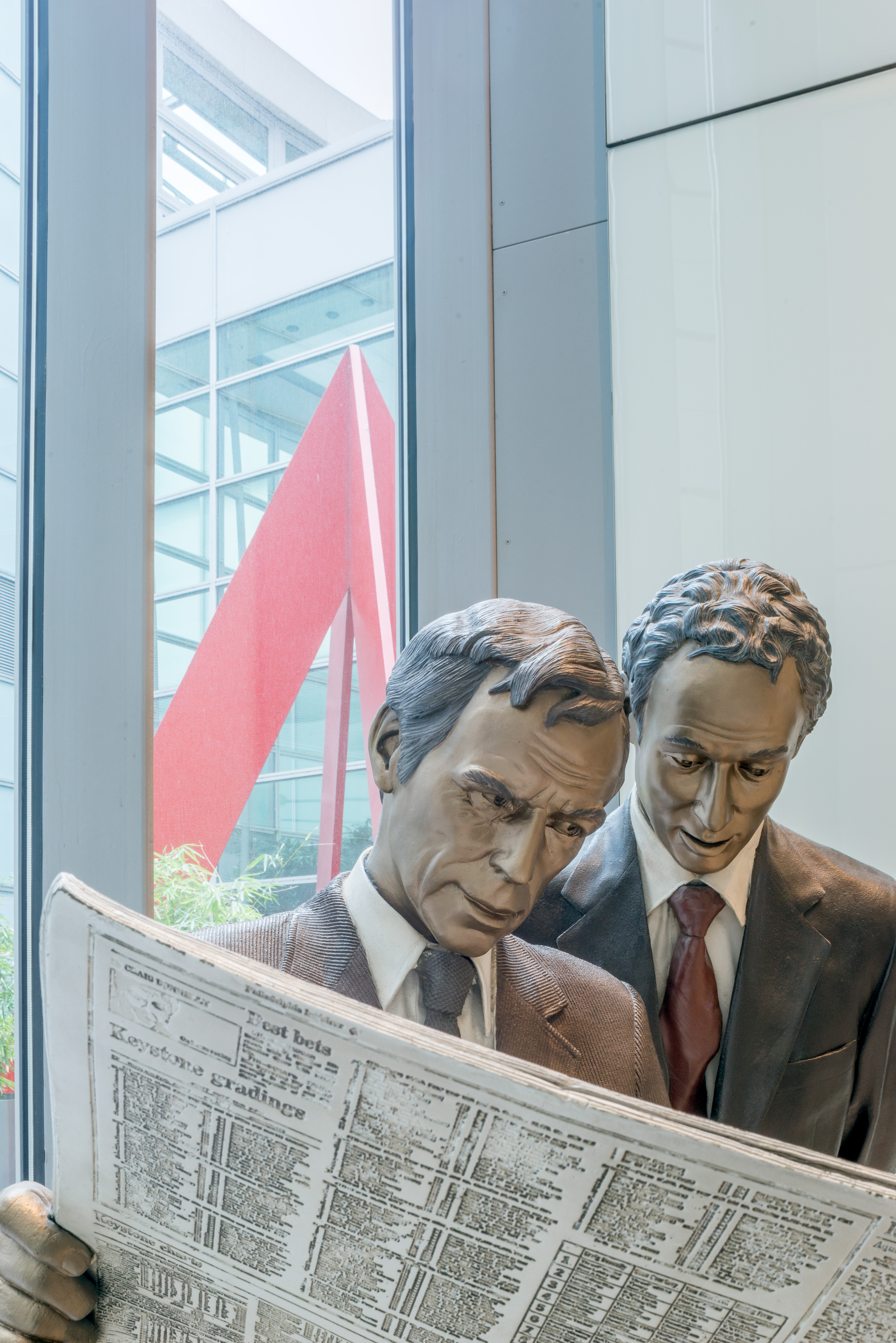
John Steward Johnson Bronzeskulptur
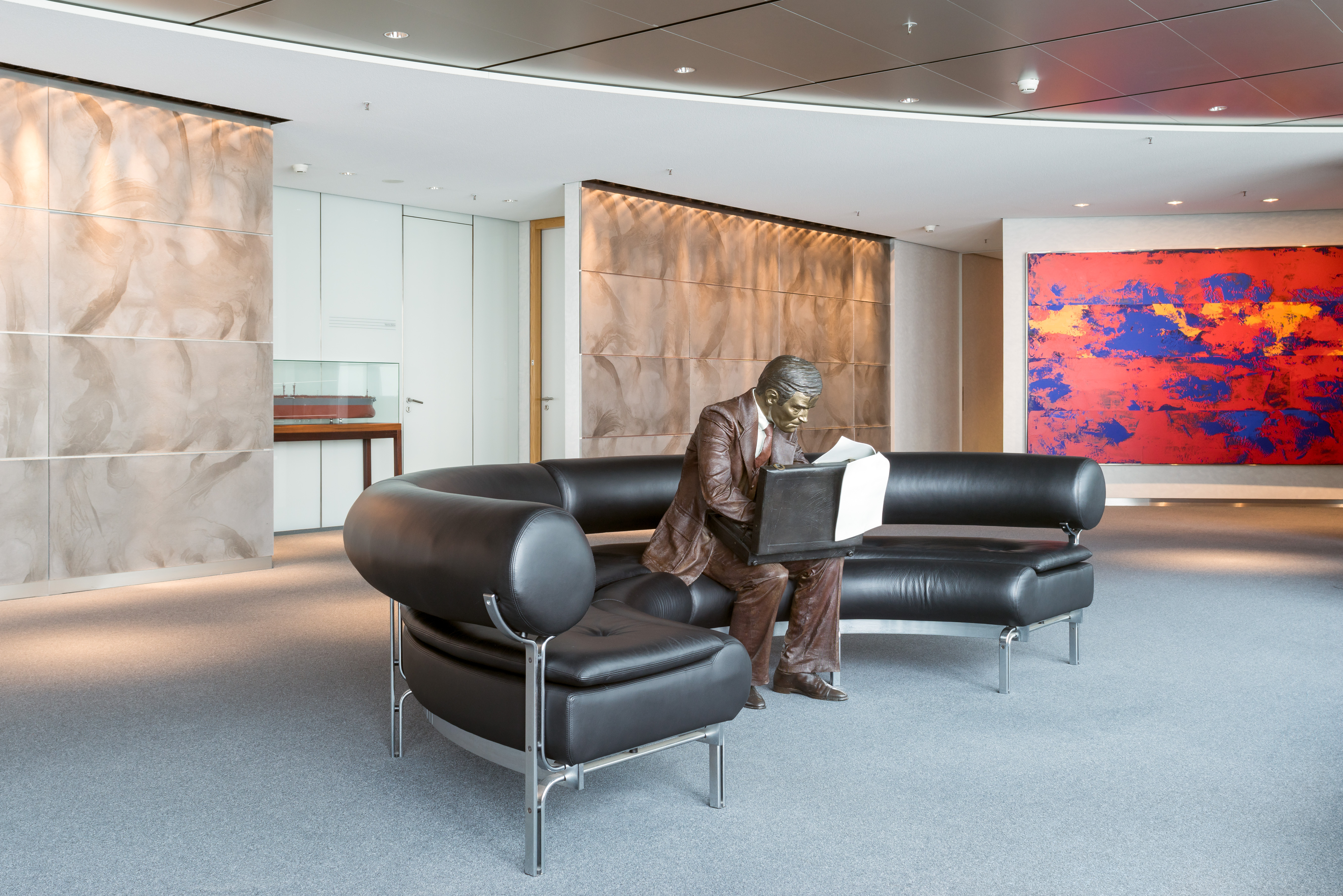
John Steward Johnson Bronzeskulptur
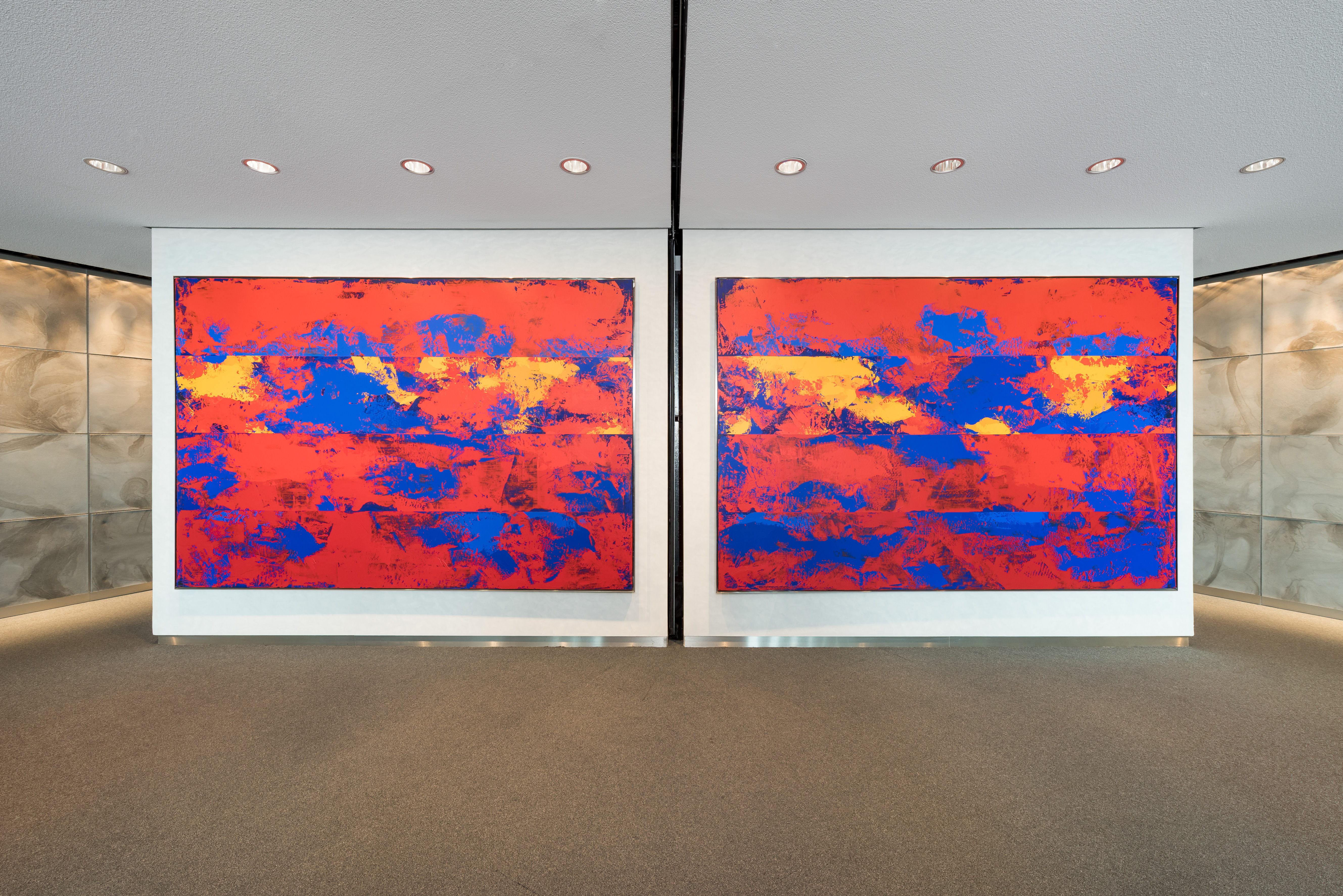
Gemälde im Vorstandsbereich

## Galerie

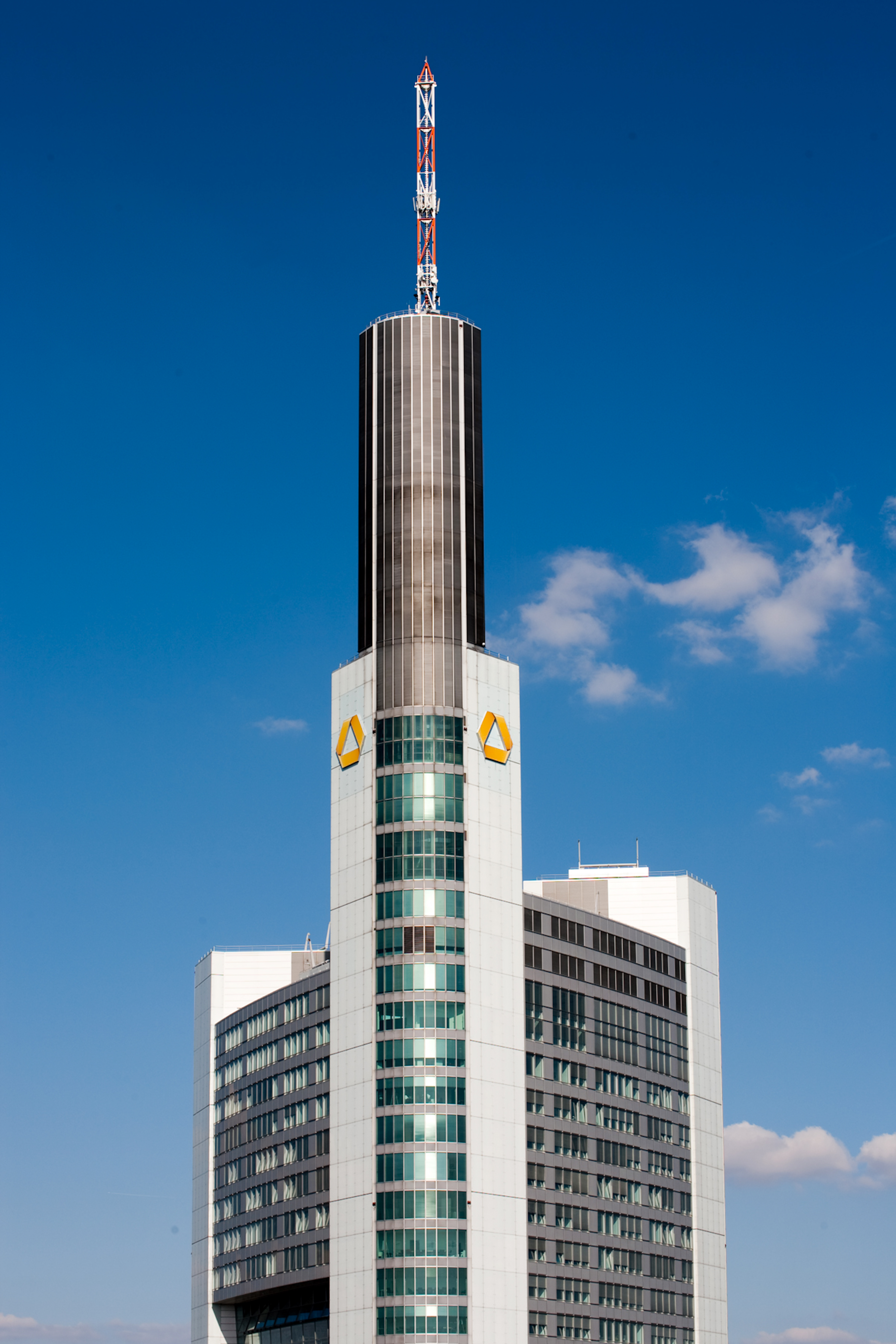
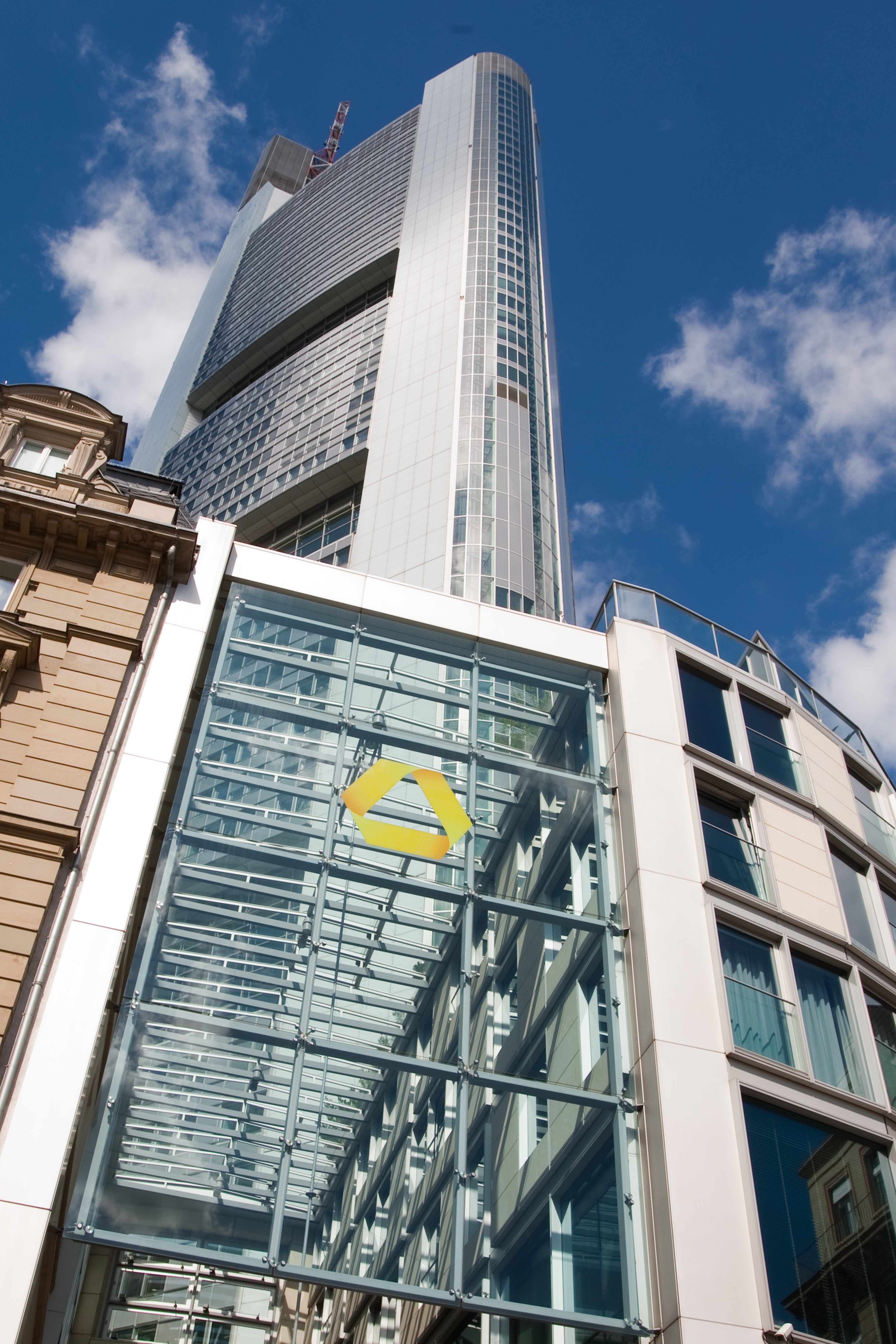
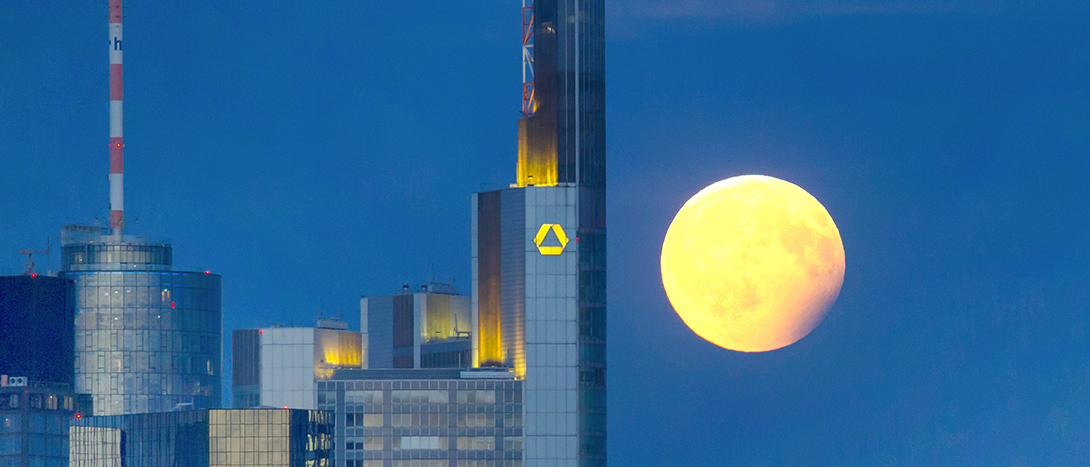
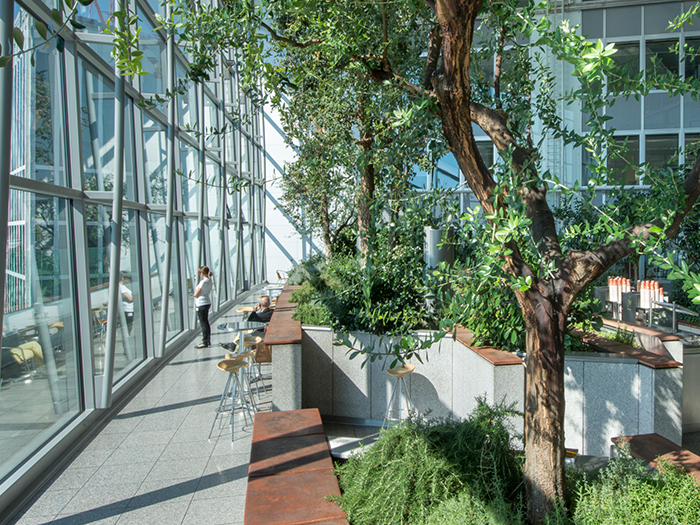
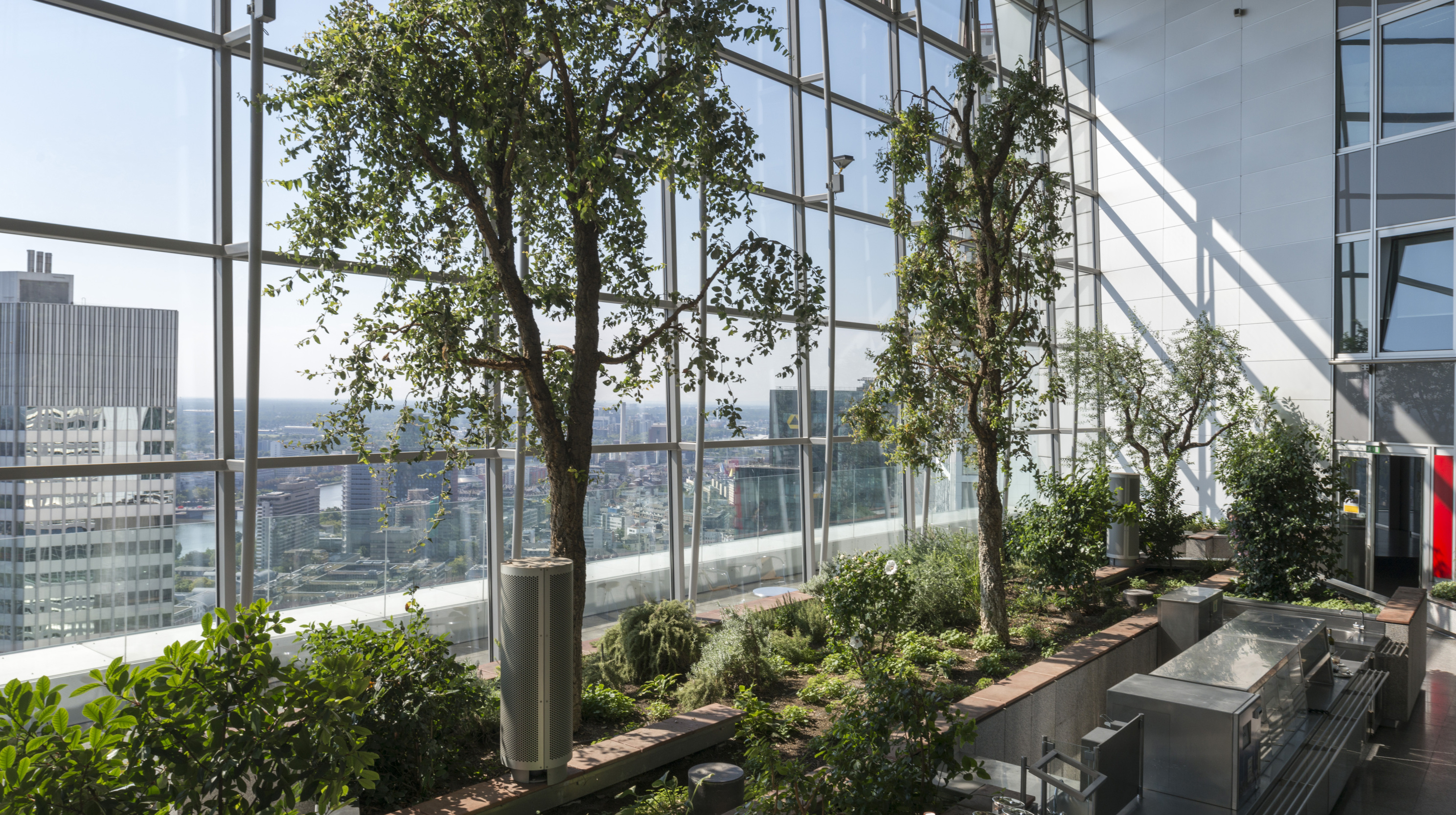
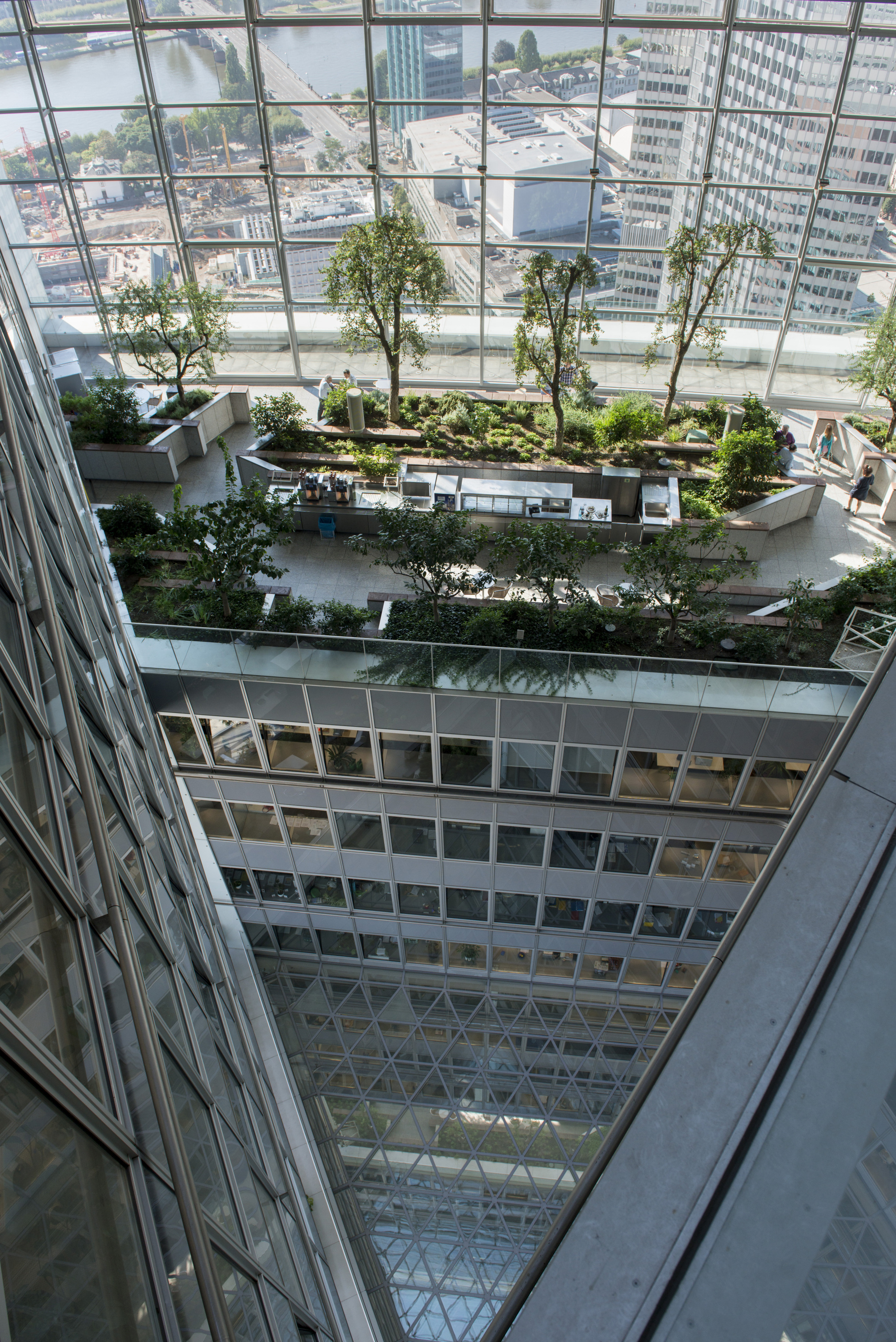